# René Hurlemann
René Hurlemann (* 17. September 1973 in Köln) ist ein deutscher Psychiater und Neurowissenschaftler. Er ist Ärztlicher Direktor der Karl-Jaspers-Klinik (KJK) in Bad Zwischenahn sowie Lehrstuhlinhaber für das Fach Psychiatrie und Psychotherapie an der Carl-von-Ossietzky Universität Oldenburg.

## Akademischer Werdegang und Karriere
Hurlemann studierte von 1993 bis 2001 Medizin an der Universität Bonn und der Universität London und schloss sein Studium 2001 mit einer Promotion (Dr. med.) im Bereich der Epilepsieforschung ab. Anschließend war er als Arzt im Praktikum (AiP) im Universitätsklinikum Magdeburg in der Abteilung Klinik für Neurologie tätig. 2003 kehrte Hurlemann an das Universitätsklinikum Bonn (UKB) zurück, wo er bis 2008 als Assistenzarzt tätig war. 2007 erwarb er parallel einen Ph.D. in Emotionsforschung an der Universität Maastricht. Seit dem Erwerb des Facharztes für Psychiatrie im Jahr 2008 war Hurlemmann der Funktion des Oberarztes am UKB tätig. Seine Habilitation im Bereich Schizophrenieforschung erfolgte 2010 ebenfalls in Bonn. 2013 nahm Hurlemann zusätzlich den Ruf auf die W2-Professur in Medizinischer Psychologie am UKB an und wurde gleichzeitig Direktor der Abteilung für Medizinische Psychologie.
2019 wechselte Hurlemann zur Universitätsmedizin Oldenburg (UMO). Dort ist er als Professor für Psychiatrie & Psychotherapie sowie seit 2023 als Prodekan für strategische Entwicklung tätig. Gleichzeitig leitet er seit 2019 die Universitätsklinik für Psychiatrie & Psychotherapie an der Karl-Jaspers-Klinik (KJK). Seit 2022 hält er zudem das Amt des Ärztlichen Direktors der KJK inne. 2023 erwarb Hurlemann einen zusätzlichen MBA im Gebiet International Health Care Management (IHM) an der Frankfurt Business School of Finance and Management.
René Hurlemann ist Mitglied des American College of Neuropsychopharmacology (ACNP), Mitherausgeber des Journal of Psychiatric Research und des Wissenschaftlichen Beirats von Der Nervenarzt.

## Forschungsschwerpunkte
Hurlemanns Forschungsschwerpunkte liegen in der Erforschung von psychischen Erkrankungen (z. B. Major Depression, Schizophrenie und die Borderline-Persönlichkeitsstörung), sowie auf der Konsiliar- und Liaison-Psychiatrie, die sich mit der psychiatrischen und psychotherapeutischen Versorgung von körperlich erkrankten Personen beschäftigt. In der Therapie setzt Hurlemann unter anderem nicht-invasive Verfahren der Hirnstimulation bei depressiven Erkrankungen ein und ist Mitglied der Deutschen Gesellschaft für Hirnstimulation in der Psychiatrie e. V. Zudem untersucht er, wie Schizophrenie frühzeitig erkannt und wie der Erkrankung vorgebeugt werden kann. In seiner interdisziplinären Forschungsgruppe Neuromodulation von Emotionen (NEMO) wird daran gearbeitet pathophysiologische Substrate von stressbedingten psychischen Störungen besser zu verstehen und personalisierte Behandlungen von stressbedingten psychischen Erkrankungen zu entwickeln. Ein Schwerpunkt dieser Arbeit liegt auf der Erforschung des Peptidhormon Oxytocin, das durch seine neuromodulatorische Wirkung in verschiedenen Hirnregionen, einschließlich der Amygdala, zur Linderung von Einsamkeit und sozialer Angst beiträgt. Durch die Durchführung klinischer Studien an Patienten und präklinischer Studien an gesunden Probanden kombiniert Hurlemann translationale Forschungsstrategien und integriert Erkenntnisse aus verschiedenen methodischen Quellen, einschließlich der Verhaltensneurowissenschaften, der funktionellen Neurobildgebung und eines breiten Spektrums von Hirnstimulationstechniken, von der neuronal gesteuerten, beschleunigten TMS bis zur DBS.

## Schriften (Auswahl)
- Ereigniskorrelierte Potentiale und das Rekognitionsgedächtnis für Wörter und Bilder unter intentionalen und inzidentellen Lernbedingungen, 2001
- The costs and benefits of emotional memory formation, 2007, ISBN 978-3-8322-6635-6
- gemeinsam mit Valery Grinevich (Hrsg.): Behavioral pharmacology of neuropeptides: Oxytocin. Springer, Berlin 2018, ISBN 978-3-319-63738-9.